# Michał Szepelawy
Michał Szepelawy (ur. 29 marca 1951 w Mieszkowicach, zm. 28 grudnia 2014 w Raciborzu) – profesor nadzwyczajny, doktor habilitowany, od 2007 do 2014 roku rektor Państwowej Wyższej Szkoły Zawodowej w Raciborzu.

## Życiorys
Michał Szepelawy urodził się 29 marca 1951 w Mieszkowicach. W latach 1965–1970 uczęszczał do Zespołu Szkół Rolniczych w Prudniku. W 1970 roku rozpoczął naukę w Studium Nauczycielskim w Raciborzu. W 1972 roku ukończył Studium Nauczycielskie i rozpoczął pracę jako nauczyciel wychowania fizycznego w Szkole Podstawowej nr 12 w Raciborzu. W 1973 roku został przeniesiony do Szkoły Podstawowej nr 8 w Raciborzu, która była jedną z niewielu szkół sportowych w Polsce.
W 1977 roku zdobył tytuł magistra. Następnie rozpoczął karierę nauczyciela akademickiego w Studium Nauczycielskim w Raciborzu, gdzie wykładał metodykę wychowania fizycznego. W 1997 roku uzyskał tytuł doktora na Akademii Wychowania Fizycznego w Katowicach. W 2004 roku uzyskał habilitację. W 2002 roku został wicedyrektorem Instytutu Studiów Edukacyjnych PWSZ w Raciborzu. W 2004 roku został dyrektorem tego Instytutu. 15 maja 2007 roku został wybrany na rektora Państwowej Wyższej Szkoły Zawodowej w Raciborzu.
Zmarł nieoczekiwanie 28 grudnia 2014 w Raciborzu mając 63 lata.

## Publikacje
Michał Szepelawy był autorem ponad 80 publikacji naukowych oraz 3 monografii.

## Odznaczenia
- Brązowy Krzyż Zasługi (1998)[3]
- Srebrny Krzyż Zasługi (2003)[4]